# Jákob

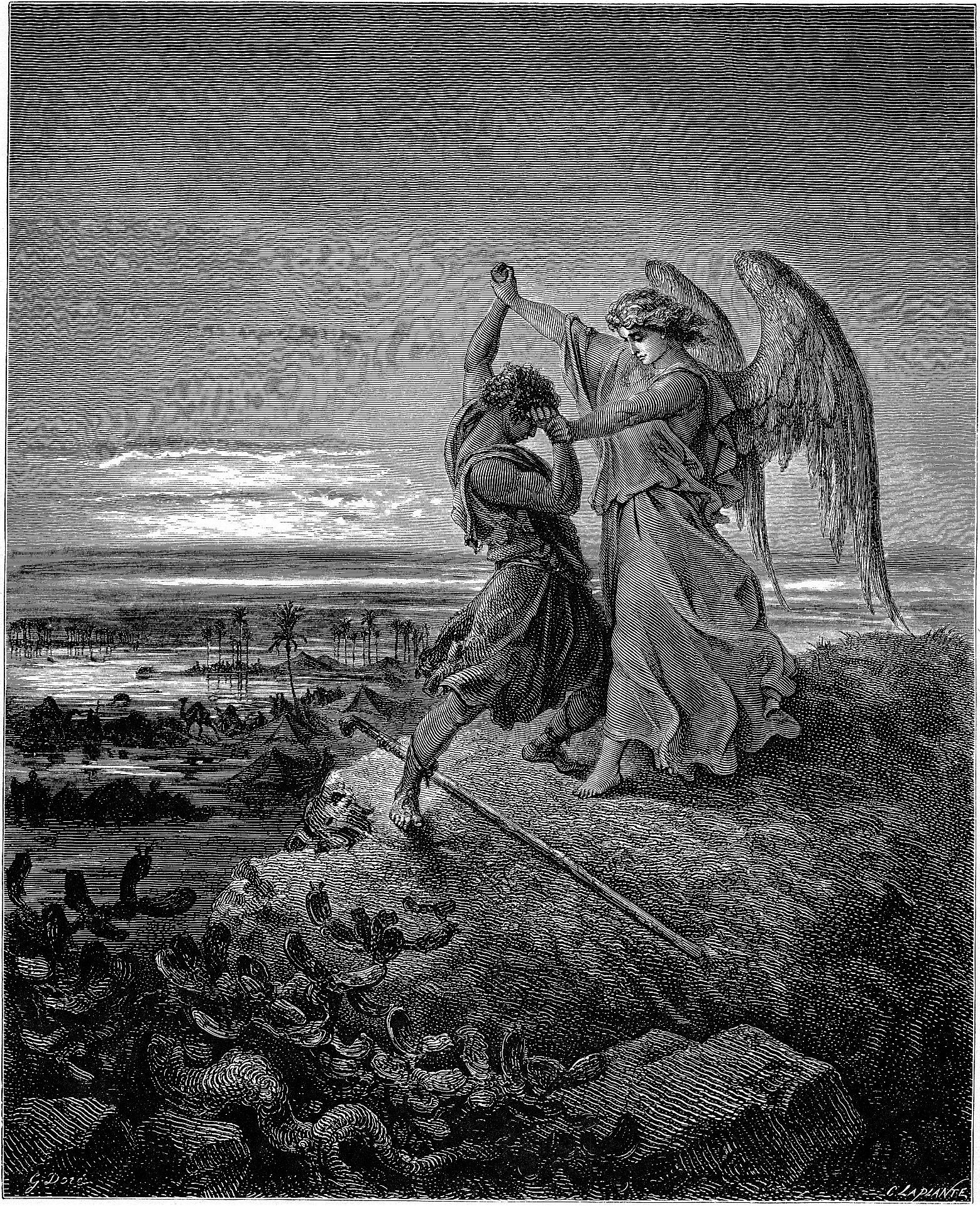
Jákobův zápas s andělem, Gustave Doré, 1855

Jákob (hebrejsky יַעֲקֹב‎, Ja'akov) zvaný též Izrael či Ješurún je třetí praotec izraelského národa. Jákob byl synem Izáka a Rebeky a otcem dvanácti synů (Rúben, Šimeón, Lévi, Juda, Dan, Neftalí, Gád, Ašer, Isachar, Zabulón, Josef, Benjamín), z nichž povstalo dvanáct kmenů Izraele. Měl i dceru Dínu. Podle Tóry žil 147 let.

## Původ jmen
Jméno Ja'akov má totožný kořen s hebrejským slovem akev (עָקֵב, „pata“). Toto jméno mu bylo dáno proto, že se při narození držel za patu svého staršího dvojčete Ezaua. Jméno by se proto dalo přeložit jako „Zachycující patu“ či „Úskočný“ a může tedy označovat muže, který je ve střehu nebo se ubírá křivolakými cestami. Naproti tomu jméno Izrael (hebrejsky יִשְׂרָאֵל, Jisra'el) značí „Bojuje Bůh“  či „Zápasí Bůh“ a je označením takového zakladatele a vůdce společenství, který se řídí vůlí Boha a plně spoléhá na jeho podporu. Jméno Ješurún (hebrejsky יְשֻׁרוּן), jež je možné přeložit jako „Přímý“, pak odkazuje u takového zakladatele a vůdce na ideu přímé cesty, po níž kráčel nejen praotec izraelského národa, ale po níž bude na konci časů kráčet v čele národů též samotný izraelský národ.

## Život
Cyklus vyprávění o Jákobovi se nachází v bibli v knize Genesis v kapitole 25,19-34 (narození) a v kapitolách 27–35. Jákob se narodil jako druhorozený a stal se pastevcem, na rozdíl od svého bratra, který byl lovec. Podle bible byl oblíbencem své matky Rebeky, zatímco jeho otec Izák měl v oblibě prvorozeného Ezaua. Ezau se však prvorozenství vzdal, když vyčerpán vyměnil prvorozenství za mísu čočky, kterou si Jákob připravil. Později Jákob na radu své matky obelstil slepého Izáka a vydával se za Ezaua, a tak získal Izákovo požehnání určené prvorozenému synovi Ezauovi. Ezau na Jákoba zanevřel a chystal se ho zabít. Rebeka měla strach, aby nepřišla o syna nebo dokonce o oba syny, a proto poslala Jákoba ke svému bratrovi Lábanovi do Cháranu. Před odchodem z otcovského domu řekl Izák Jákobovi, ať si v Cháranu najde ženu. Po cestě se Jákobovi v Bejt Elu (Bételu) zjevil Bůh a slíbil mu, že jej bude provázet a že na něj přenese svá zaslíbení, která náležela prvorozenému Ezauovi.
Jákob se zamiloval do Lábanovy mladší dcery Ráchel (své sestřenice). Lában mu slíbil, že když u něho bude sedm let sloužit, dceru Ráchel mu dá za ženu. Ovšem po sedmi letech služby Lában Jákobovi o svatební noci podstrčil Ráchelinu starší sestru Leu. Když Jákob poznal, že si vzal nepravou ženu, přistoupil na Lábanův návrh, že za dalších sedm let služby dostane za ženu i Ráchel. Tak se také stalo. 

### Cesta zpět a změna jména
Po dvaceti letech služby u Lábana se Jákob se svým strýcem a tchánem Lábanem rozešel a vrátil se zpět do Kanaánu. Genesis vypráví příhodu o nočním zápasu Jákoba s tajemným cizincem (viz obr. Jákobův zápas s andělem). Na závěr zápasu, když se rozednívalo a jeho sok mu požehnal, změnil Jákobovi jméno na Izrael (hebrejsky ישראל‎, Jisra'el „Bůh zápasí“), „neboť jsi jako kníže zápasil s Bohem“. Proto se jeho synové a všichni jejich potomci nazývají „syny Izraele“ čili „Izraelity“. (Paralelní, trochu odlišné vyprávění o změně jména viz Gn 35,9-10.) Jákob se usmířil s bratrem Ezauem a poté, když odmítl Ezauovu ochotu doprovázet ho do Seir, usídlil se v Kanaánu, kde putoval především po dnešní judské a samařské vrchovině. Později Jákob odešel do Egypta, kam byl pozván svým nejoblíbenějším synem Josefem (který získal v Egyptě značnou moc), a v Egyptě také po 17 letech zemřel. Jeho tělo bylo přeneseno zpět do Kanaánu a pohřbeno v Hebronu ve stejné jeskyni, do které byli pohřbeni jeho otec a děd.

## Ženy a děti
Nejprve Jákob zplodil čtyři syny s nemilovanou Leou, zatímco Ráchel zůstávala bezdětná. Proto mu dala svou otrokyni Bilhu, která Jákobovi porodila dva syny. Také Lea, když byla neplodná, dala Jákobovi svou otrokyni, Zilpu, a ta mu porodila další dva syny. Později byla Lea opět plodná a porodila Jákobovi dva syny a dceru. Dočkala se i Ráchel, které se narodili dva Jákobovi nejmladší synové.

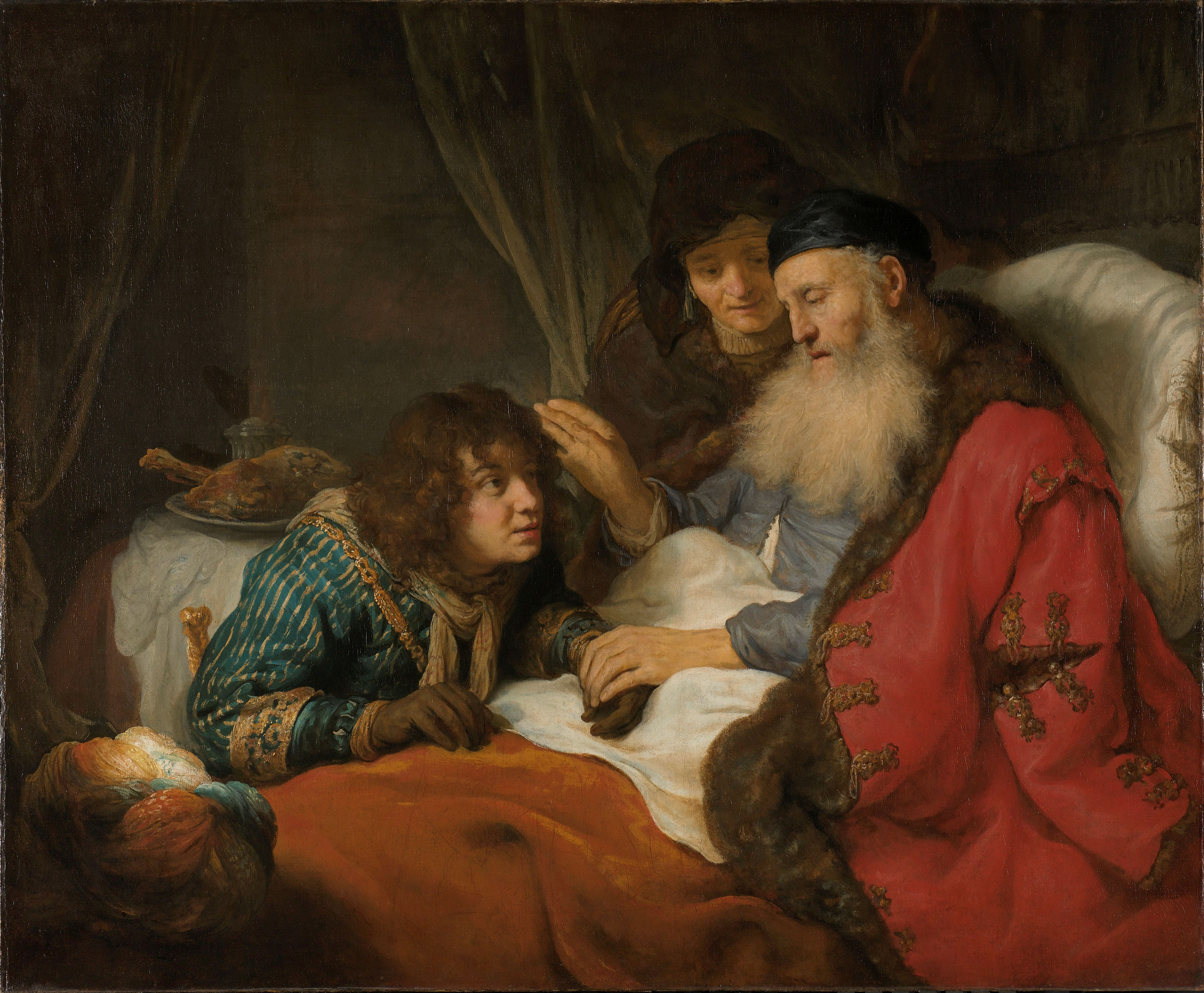
Izák žehná Jákobovi, Govert Flinck, 1638

### Jákobovy děti
Pořadí narození Jákobových dětí a jejich matky:
- starší manželka Lea: synové Ruben, Šimeón, Lévi, Juda
- Ráchelina otrokyně Bilha: synové Dan a Neftalí
- Leina otrokyně Zilpa: synové Gád a Ašer
- starší manželka Lea: synové Isachar a Zabulón a dcera Dína
- mladší manželka Ráchel: synové Josef a Benjamín

## Historické zařazení
Někteří badatelé se na základě paralelismů v Knize Ámos (Am 7,9.19) domnívají, že jméno Izrael náleželo původně Izákovi, avšak celá zbývající biblická tradice hovoří o Izraeli jako o Jákobovi.[zdroj?]
Z historického hlediska se někteří domnívají, že se v Jákobově případě jedná o patriarchu (předka) jednoho z izraelských kmenů, pravděpodobně odlišného od Izraele.[zdroj?] Teprve pozdější tradice je údajně spojila dohromady a učinila z nich jednu osobu.[zdroj?] Budeme-li chtít stanovit dobu, kdy Jákob žil, bude to nejpravděpodobněji první polovina 2. tisíciletí př. n. l.. Jákobovo putování (a také příběhy ostatních patriarchů) tak mohlo být součástí stěhování Amorejců v oblasti úrodného půlměsíce.